# Johann Dietrich von Hülsen
Johann Dietrich von Hülsen (* 1. Juni 1693 in Babziens; † 29. Mai 1767 in Berlin) war ein preußischer Generalleutnant der Infanterie. Nach einer lebenslangen Offizierslaufbahn in verschiedenen Infanterieregimentern erwarb er sich, bereits recht betagt, im Siebenjährigen Krieg als General die besondere Hochachtung Friedrich II. und wurde von diesem mit der Ernennung zum Gouverneur von Berlin geehrt. Bereits während des Krieges wurde er Domherr zu Minden und bekam den Schwarzen Adlerorden verliehen.

## Leben
Von Hülsen wurde als Sohn von Johann Friedrich von Hülsen und Rosine Freiin von Königsegg geboren und wuchs in der ländlichen Umgebung von Rastenburg auf. Mit siebzehn Jahren trat er in das Preußische Infanterieregiment Nr. 2 unter dem Kommando von Otto Magnus von Dönhoff, wurde am 8. Juni 1715 Fähnrich und nahm im gleichen Jahr am Pommernfeldzug teil. Ab 1721 war das Regiment zwischen Insterburg und Rastenburg stationiert. Von Hülsen wurde am 1. August 1722 Sekondeleutnant, am 13. Juli 1728 Premierleutnant.
Im Polnischen Thronfolgekrieg zog das Regiment, das nun unter dem Kommando von Erhard Ernst von Roeder stand, über Magdeburg zu Prinz Eugen von Savoyen nach Heidelberg. Nach dem Winterlager im Münsterland wurde der Feldzug 1735 ergebnislos fortgeführt und schließlich trat das Regiment den Rückmarsch an. In Halberstadt wurde von Hülsen anlässlich einer Truppenschau vor Friedrich Wilhelm I. zum Stabskapitän befördert und – zurück in Ostpreußen – am 6. April 1738 Kapitän mit einer eigenen Kompanie.
Im Herbst 1739 heiratete von Hülsen Sophie Elisabeth von Kunheim, verwitwete von Schliewitz. Die Ehe blieb kinderlos.
Im Juli des folgenden Jahres wurde er als Major in das neu aufgestellte 36. Infanterieregiment unter Gustav Bogislaus von Münchow versetzt, in dem er sechzehn Jahre lang blieb. Im März 1741 wurde es im Ersten Schlesischen Krieg als Besatzungstruppe in Schlesien, später unter Leopold I. von Anhalt-Dessau bei der Belagerung von Cosel eingesetzt. Nach dem Krieg wurde es in Brandenburg stationiert, wo von Hülsen am 11. Juli 1743 Oberstleutnant wurde. Im Verlauf des Zweiten Schlesischen Krieges nahm das Regiment an zahlreichen Schlachten teil und eroberte am 5. September 1745 das besetzte Cosel zurück, worauf von Hülsen am 9. November zum Oberst ernannt wurde.
In den folgenden Friedensjahren tat sich von Hülsen vor allem als guter Ausbilder hervor, wurde am 8. September 1754 Generalmajor und bekam den Orden Pour le Mérite verliehen. Nach dem Tode seines Vorgängers, Asmus Ehrenreich von Bredow, wurde er am 25. Februar 1756 zum Chef des 21. Infanterieregiments ernannt, das in Halberstadt und Quedlinburg stationiert war. Er bekam zudem eine jährliche Pension von 500 Talern.

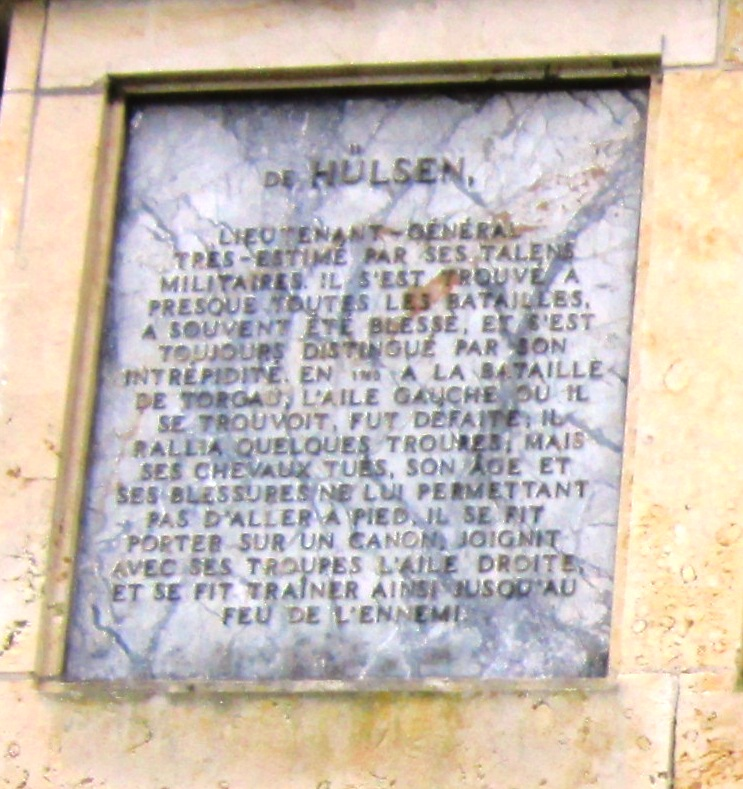
Ehrentafel für von Hülsen am Obelisken in Rheinsberg

Als Heerführer tat er sich erst über sechzigjährig im Siebenjährigen Krieg hervor und konnte sich den Ruf eines der fähigsten Generale erringen. In der Schlacht bei Lobositz erlitt sein Regiment hohe Verluste, von Hülsen wurde aber von Friedrich II. „für seine Tapferkeit“ gelobt. In der Schlacht bei Kolin kommandierte von Hülsen die Reserve, während sein Regiment unter Joachim Christian von Tresckow kämpfte. Mit diesem und weiterer Unterstützung gelang es ihm am späten Nachmittag, eine entscheidende Anhöhe zu nehmen und sie bis in die Nacht zu verteidigen. In seinen kriegsgeschichtlichen Schriften rühmt Friedrich II. ausdrücklich seinen Eifer in dieser Schlacht. Nach seiner Beförderung zum Generalleutnant am 6. März 1758 wurde von Hülsen nach Sachsen entsandt, wo bei Maxen und Freiberg gegen die Österreichische Armee standhielt. In der Schlacht bei Kay erlitt er blutige Verluste, in der Schlacht von Kunersdorf wurde er verwundet. Beim Gefecht von Maxen traf er nicht mehr rechtzeitig ein, um Friedrich August von Finck Unterstützung zu leisten.
Am 20. August 1760 konnte er sich im Gefecht bei Oschatz mit 12.000 Mann gegen eine feindliche Übermacht behaupten, worauf ihm der König 1500 Taler schenkte und schrieb: „Ich gratulire Euch auf das Allergnädigste […] Machet inzwischen an alle Stabs- und Ober-Officiers Eures unterhabenden Corps […] Mein höchst gnädiges Compliment.“
Als im gleichen Jahr Österreicher und Russen versuchten, Berlin einzunehmen, zog er nach Beelitz und konnte am Halleschen Tor die Reiterei des russischen Generals Gottlob Heinrich von Tottleben zunächst abwehren, letztlich aber die russische Besetzung Berlins nicht verhindern. Bald darauf ging es wieder nach Sachsen, wo von Hülsen am 3. November 1760 in der Schlacht bei Torgau große Teile der Infanterie kommandierte. Nach drei vergeblichen und verlustreichen Angriffen führte er entgegen dem Befehl des Königs einen vierten, der aufgrund der Unterstützung eines Husarenangriffs unter Hans Joachim von Zieten erfolgreich war und die Schlacht für die preußische Seite entschied. Einer Anekdote zufolge war der General nicht mehr gut zu Fuß und da seine Pferde erschossen worden waren, ließ er sich auf einer Kanone in Reichweite des Schlachtgeschehens schieben. Nach der Schlacht schlug von Hülsen die feindlichen Truppen bis nach Franken zurück.
Im folgenden Jahr 1761 war er unter Prinz Heinrich von Preußen mit der Verteidigung des besetzten Sachsen betraut und wurde am 21. April zum Oberbefehlshaber berufen, als der Prinz nach Schlesien abgezogen wurde. Zu diesem Zeitpunkt ließ offenbar das Gedächtnis des betagten Generals schon etwas nach, da ihm der König vorausschauend einen Generalmajor zur Seite stellte. An der Schlacht bei Freiberg am 29. Oktober 1762 konnte er nicht wie geplant teilnehmen, da seine Ablösung nicht rechtzeitig zur Stelle war, er stieß jedoch nach der Schlacht noch bis Pretzschendorf vor.
Nach dem Krieg wurde er am 23. August 1763 von Friedrich II. mit dem Posten des Gouverneurs von Berlin geehrt und noch 1766 mit einer gerichtlichen Untersuchung gegen den Finanzrat Ursinus betraut. Im Oktober erkrankte er und starb schließlich am 29. Mai 1767 in Berlin. Er wurde am 1. Juni in der Garnisonkirche beigesetzt. Prinz Heinrich widmete ihm eine Gedenktafel auf seinem Rheinsberger Obelisken.